# 博思格
博思格钢铁是平板钢板产品制造商，在澳大利亚、新西兰、亚洲、太平洋地区和北美均有运营业务。2002年BHP Steel从BHP Billiton公司分离出来，并于2003年11月17日更名为BlueScope Steel博思格钢铁。博思格钢铁在澳大利亚证券交易所的股票代码为BSL。
博思格钢铁总部位于科林斯大街120号。
公司目前雇员为17500人，在今后几月会削减1000个职位。在澳大利亚新南威尔士卧龙岗市附近的肯布兰有着最大的运营工厂——联合钢厂，其年产钢量为5百万吨。2011年10月，公司决定退出出口市场，为减少50%的产能，工厂关闭了位于肯布兰两个高炉之一的第6号高炉。
主要产品包括钢锭、热轧钢卷、薄钢板、汽车用钢、镀锌钢、波纹马口铁、"ZINCALUME品牌"（55%铝, 43.5%锌, 1.5%硅）镀铝锌钢板以及"COLORBOND品牌"预彩涂钢板。2007年3月停止马口铁生产。
2007年10月，Paul O'Malley（原博思格钢铁CFO）取代Kirby Adams出任公司CEO。
2012年3月，一个新的镀面钢品生产厂在印度尔克汗邦的詹谢普尔市成立。

## 主要生产基地
- 肯布兰港——伊拉瓦拉區卧龙岗市附近
- 西港（英语：Western Port）——位於墨尔本附近的哈斯丁
- 新西兰钢铁（英语：New Zealand Steel）——新西兰怀乌库（英语：Waiuku）附近的格兰布鲁克（英语：Glenbrook, New Zealand）

成品由铁路货运运营商太平洋国际运往澳大利亚各地。2007年2月，Pacific National担保了与博思格钢铁和一钢公司（OneSteel）的合同（十亿澳元），是澳大利亚有史以来最大的铁路货运合同。合同为期7年，每年约运送3百万吨钢铁产品。

## 赞助
- 博思格钢铁青年管弦乐团
- 卧龙岗南方之星

## 另見
- 新西兰钢铁（英语：New Zealand Steel）